# Bentley 3.5 Litre
O Bentley 3½ litros (posteriormente ampliado para 4¼ litros) foi um carro de luxo produzido pela Bentley de 1933 a 1939. Foi apresentado ao público em setembro de 1933, logo após a morte de Henry Royce, e foi o primeiro novo modelo da Bentley após a aquisição da marca Bentley pela Rolls-Royce em 1931.
A Bentley vendia apenas o chassi dirigível com motor e caixa de câmbio, antepara e radiador, pronto para as encarroçadoras construírem nele uma carroceria de acordo com os requisitos do comprador. Muitos distribuidores encomendavam suas carrocerias preferidas como estoque de exposição para permitir que eles estocassem carros acabados prontos para venda imediata.
Os Bentleys dessa época são conhecidos como Derby Bentleys porque foram construídos na fábrica da Rolls-Royce localizada em Derby, na Inglaterra. Os da era independente anterior da Bentley são Cricklewood Bentleys.
As séries de chassis A a F eram carros de 3½ litros; G a L (excluindo I) eram de 4¼ litros, e a série M era o chassi Overdrive de 4¼ litros. Cada série consistia em 100 números de chassis, pares ou ímpares. Os números 13 e 113 em cada série não eram usados, para evitar incomodar clientes supersticiosos.

## Mercado
Desde o início, o carro foi pensado para competir em qualidade e elegância, em vez de reputação esportiva, que tinha sido a pedra angular da empresa Bentley pré-1931. Os carros mantiveram o famoso formato de radiador curvo com base em modelos Bentley anteriores, mas em todos os aspectos significativos eles eram claramente Rolls-Royces. Embora decepcionando alguns clientes tradicionais, eles foram bem recebidos por muitos outros e até mesmo o próprio Walter Owen Bentley foi relatado dizendo que ele "preferiria ter este Bentley do que qualquer outro carro produzido com esse nome". O engenheiro da Rolls-Royce responsável pelo projeto de desenvolvimento, Ernest Hives (mais tarde Lord Hives), sublinhou o modus operandi da Rolls-Royce em um memorando endereçado à equipe da empresa "nossa recomendação é que devemos fazer o carro tão bom quanto sabemos e então cobrar de acordo". Numa época em que o Ford 8 podia ser comprado novo por £ 100, um antigo Bentley 3½ litros custava cerca de £ 1.500, colocando-o fora do alcance de todos, exceto dos consumidores mais ricos. Apesar de não ser um carro de desempenho absoluto notável, a mistura única de estilo e graça do carro provou ser popular entre a elite do entreguerras e foi anunciado sob a lenda do carro esportivo silencioso. Mais de 70% dos carros construídos entre 1933 e 1939 ainda existiam 70 anos depois.  Embora a produção de chassis tenha cessado em 1939, vários carros ainda estavam sendo encorpados e entregues durante 1940. Os últimos foram entregues e registrados pela primeira vez em 1941.

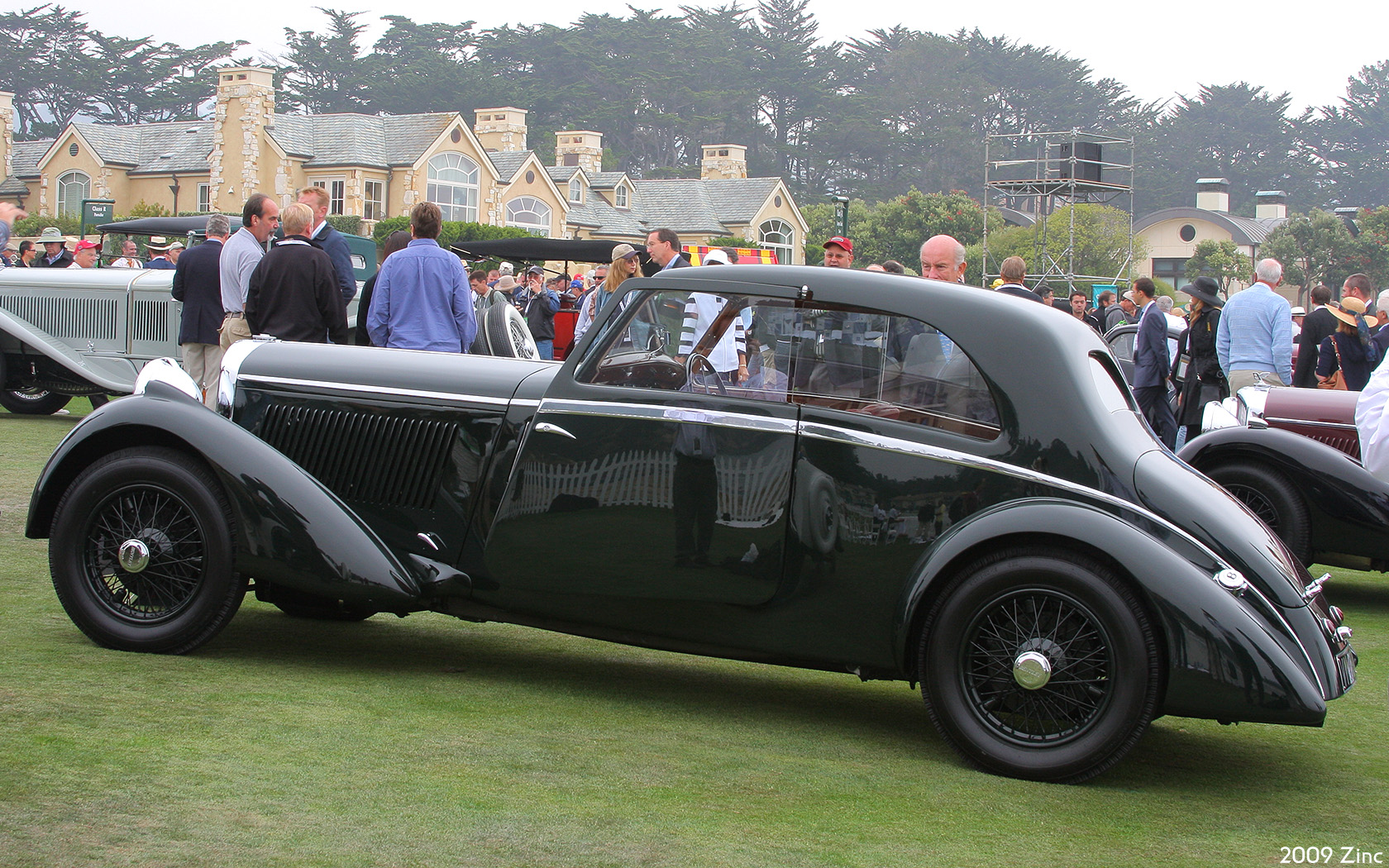
Cupê 3½ litros
pela Bertelli de Feltham 1935

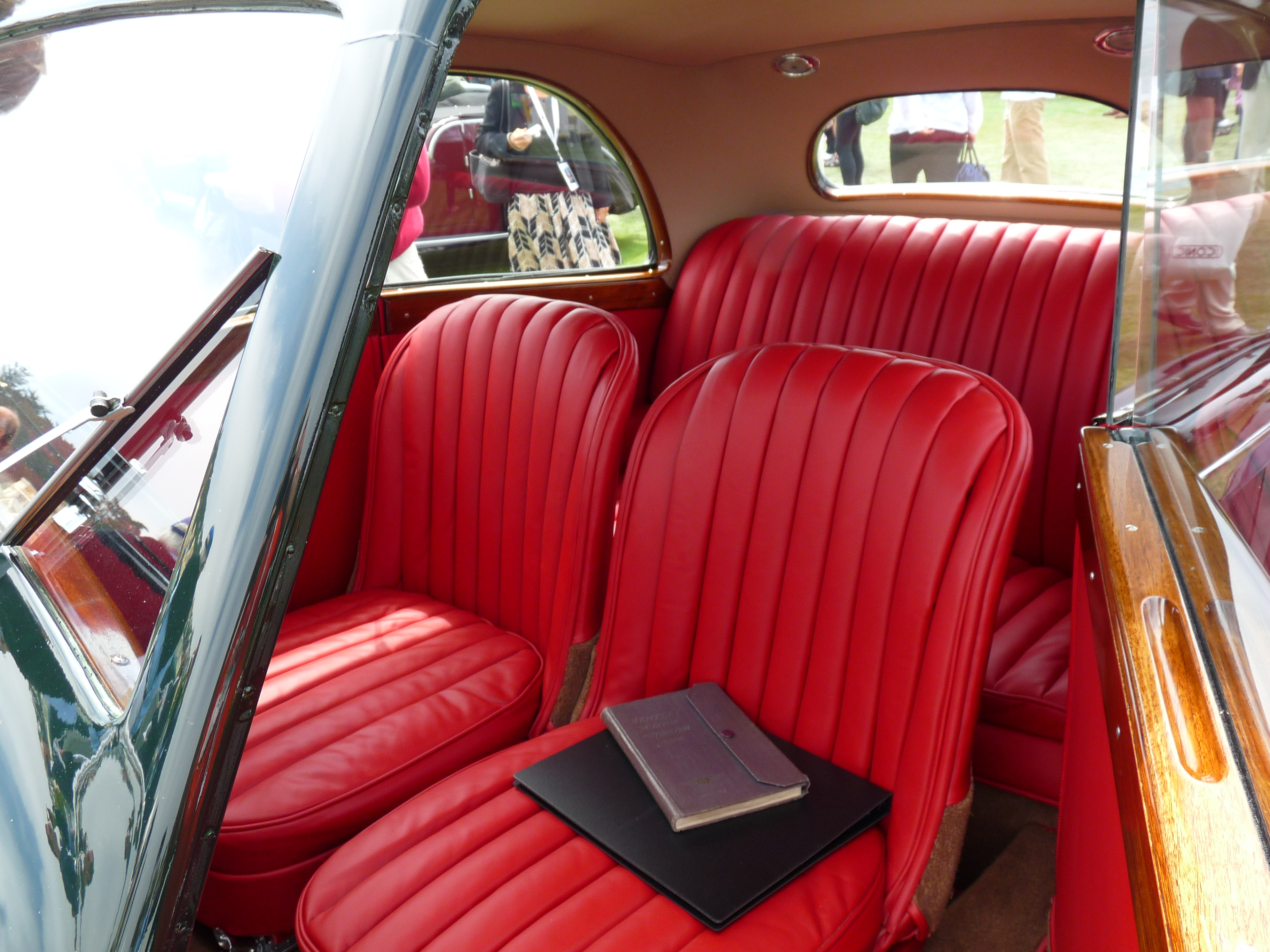
Interior do cupê 3½ litros

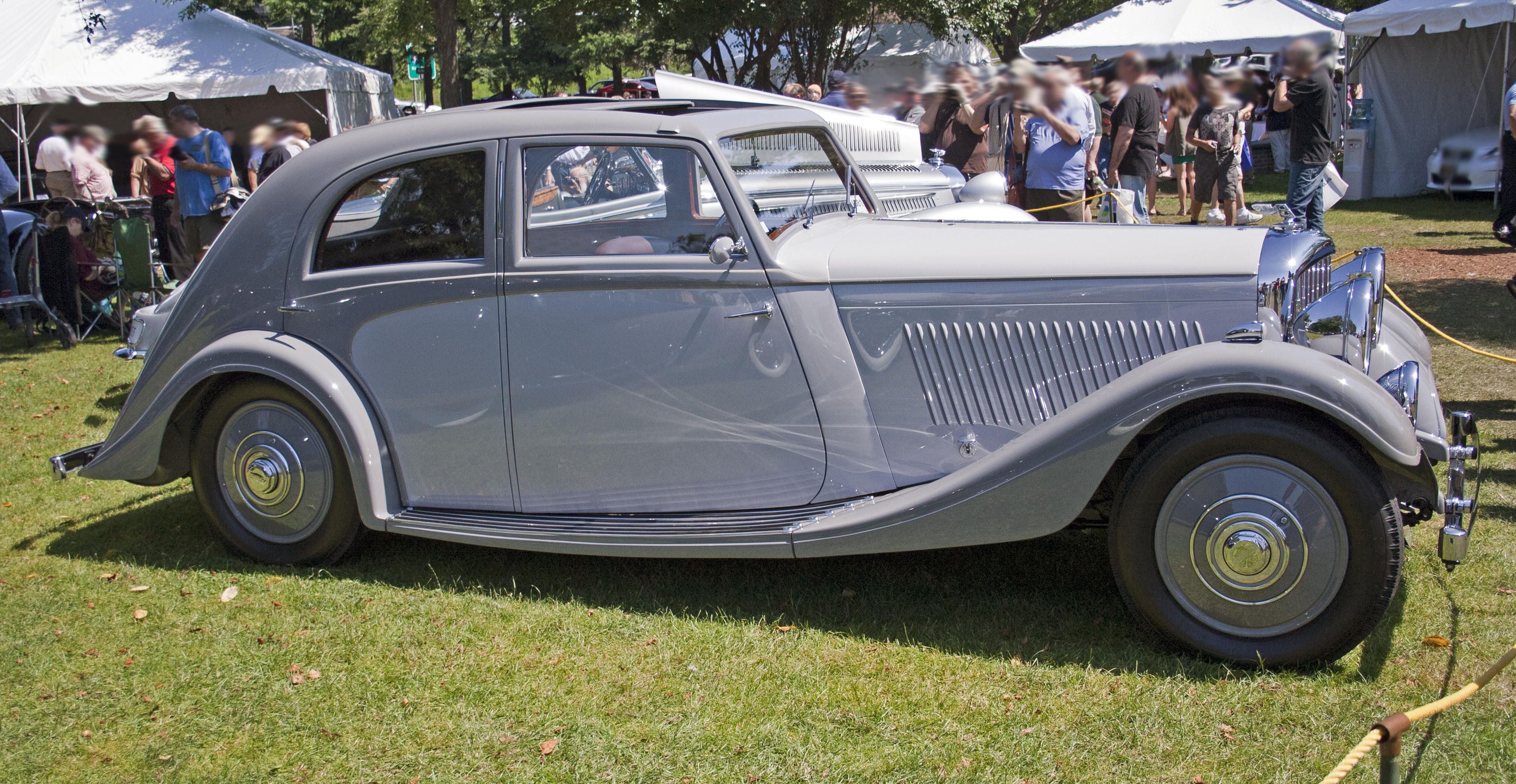
Sedã esportivo aerodinâmico 3½ litros
pela Rippon Bros. 1935

## 3½ Litre
Baseado no projeto experimental "Peregrine" da Rolls-Royce que deveria ter um motor superalimentado de 2¾ L, o 3½ Litre foi finalmente equipado com um motor menos aventureiro desenvolvido a partir do Rolls' de 6 cilindros em linha instalado no Rolls-Royce 20/25. A variante Bentley tinha uma taxa de compressão mais alta, perfil de eixo de comando mais esportivo e dois carburadores SU em um cabeçote de cilindro de fluxo cruzado. A potência real era de cerca de 110 bhp a 4.500 rpm, permitindo que o carro atingisse 145 km/h. O motor tinha cilindrada de 3,7 L (3.669 cc) com um diâmetro de 82,5 mm e curso de 114,3 mm.
Uma transmissão manual de 4 velocidades com sincronizador na 3ª e 4ª, suspensão de mola de lâmina nas 4 rodas e freios mecânicos servoassistidos nas 4 rodas eram comuns em outros modelos Rolls-Royce. O chassi foi fabricado em aço níquel, com um layout "double-dropped" para ganhar espaço vertical para os eixos e, assim, manter os perfis dos carros baixos. O chassi forte não precisava de reforço diagonal e era muito leve em comparação com o chassi construído por seus concorrentes contemporâneos, pesando 1.139 kg em forma dirigível, pronto para entrega à encarroçadora escolhida pelo cliente.
1.177 carros de 3½ litros foram construídos, cerca de metade deles com carroceria da Park Ward, e o restante por encarroçadoras, incluindo Barker, Carlton, Freestone & Webb, Gurney Nutting, Hooper, Mann Egerton, Mulliner (tanto Arthur quanto H J), Rippon Bros, Thrupp & Maberly, James Young, Vanden Plas e Windovers na Inglaterra; Figoni et Falaschi, Kellner, Saoutchik e Vanvooren em Paris; e concessionárias menores em outros lugares no Reino Unido e na Europa.
Um conversível com motor de 3½ litros foi brevemente apresentado como veículo de James Bond no filme Moscou contra 007, de 1963.

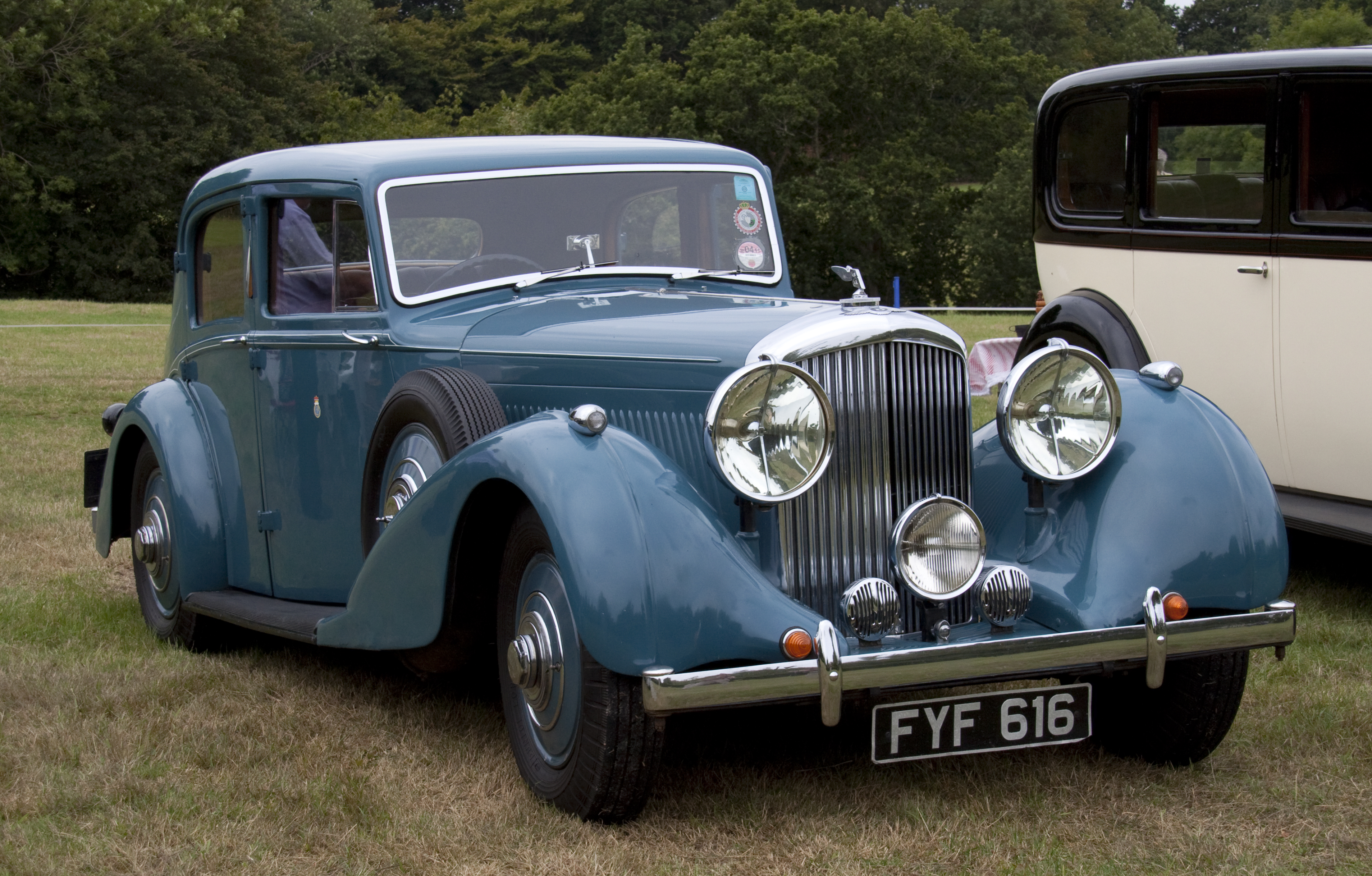
Sedã esportivo de 4 portas 4¼-litre 1940
pela Park Ward

## 4¼ Litre
A partir de março de 1936, uma versão de 4¼ litros do carro foi oferecida como substituição para o 3½ litros, a fim de compensar o peso crescente da carroceria e manter a imagem esportiva do carro diante da competição acirrada. Os cilindros tinham diâmetro de 88,9 mm para um total de 4,3 L (4.257 cc). A partir de 1938, os carros das séries MR e MX apresentavam direção Marles e uma caixa de câmbio overdrive. O modelo foi substituído em 1939 pelo MkV, mas alguns carros ainda foram finalizados e entregues durante 1940-1941.
1.234 carros de 4¼ litros foram construídos, com a Park Ward permanecendo como a encarroçadora mais popular. Muitos carros tinham carroceria de aço em vez da construção anterior, mais cara, de alumínio sobre chassi de freixo.
Um conversível de 4¼ litros foi apresentado como o carro de James Bond no filme 007 - Nunca Mais Outra Vez de 1983.

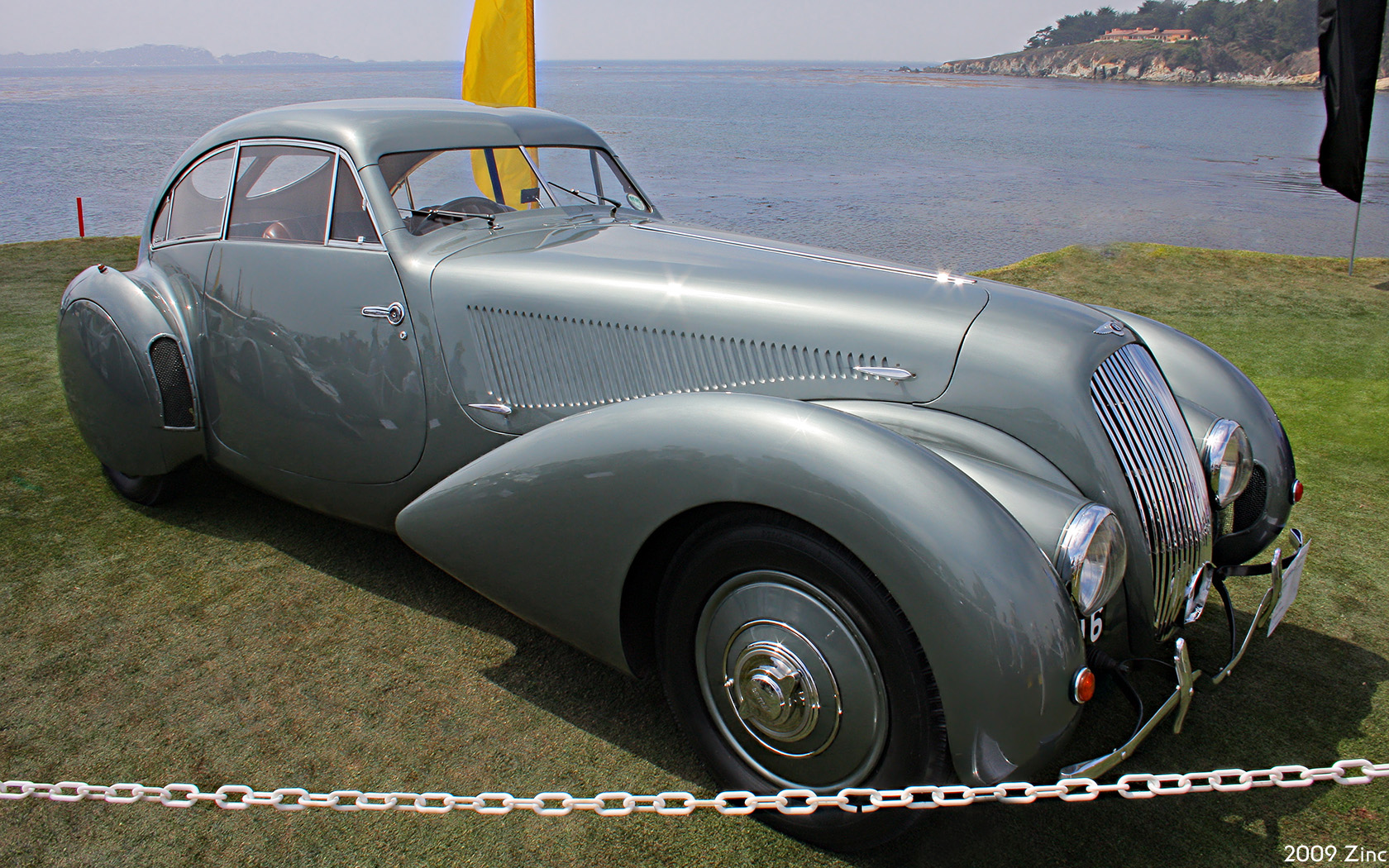
Cupê 4¼ litros 1939
pela Pourtout de Paris para André Embiricos

### Bentley Continental
O automobilismo anunciou em março de 1939 que o cupê projetado por Paulin e construído pela Portout para o pedido especial de André Embiricos é o protótipo de um novo modelo Continental na linha Bentley.
O novo carro de produção teria pistões de alta compressão e carburadores SU maiores, dando uma saída extra de 15 bhp e seu peso reduzido em relação ao carro padrão em cerca de 152 kg ou 3 cwt. A velocidade máxima esperada era de 193 km/h e o consumo de combustível de 9 km/L a 97 km/h.
"A Bentley deve estar justificadamente orgulhosa de fazer com um motor direto de haste de pressão o que outros fabricantes não conseguem alcançar com eixos de comando de válvulas e sopradores no cabeçote."